# Réserve naturelle du Mont Labbro
La Réserve naturelle du Mont Labbro (en italien : Riserva naturale Monte Labbro) est une zone naturelle protégée située dans la municipalité d'Arcidosso dans la zone nord de la province de Grosseto en Toscane.
,

## Territoire
Elle située au sud-ouest du mont Amiata dans une zone de grande valeur paysagère, environnementale et historique. On y accède depuis le hameau de Zancona.
La zone de 616 ha comprend à la fois le parc animalier du Mont Amiata et le sommet du Monte Labbro (it) (hauteur 1193 m), avec la torre Giurisdavidica, liée à la mémoire historique de David Lazzaretti. Une partie de la réserve naturelle comprend le site d'intérêt régional « Monte Labbro et la haute vallée de l'Albegna », également protégé en tant que zone de protection spéciale (ZPS) et proposé comme site d'importance communautaire (SICp).
Une partie substantielle de la surface de la réserve naturelle est de propriété publique. La valeur de l'avifaune liée aux milieux rocheux, aux prairies rocailleuses et aux milieux agro-pastoraux traditionnels est très élevée.

## Description
La réserve est située dans la partie orientale de la province à une distance d'environ 35 km à vol d'oiseau de Grosseto. Le territoire est de moyenne montagne avec la présence de torrents.
La géologie comprend des formations de divers calcaires (prédominants), dont l'ammonite rouge , les calcarénites , les argilites et le diapri .
Le paysage de la réserve est particulièrement suggestif, car il contraste avec celui du cône volcanique voisin du mont Amiata. En effet, le sommet du mont Labbro, constitué de roches calcaires blanches, fracturées et en grande partie dénudées, est entouré d'une mosaïque de pâturages, de haies et de champs cultivés, où une agriculture extensive permet le maintien des caractéristiques naturelles. Au sommet du mont Labbro, il convient de noter la présence de quelques bâtiments d'une importance historique et culturelle exceptionnelle, datant du mouvement jurisdavidique (giurisdavidismo (it) de David Lazzaretti.

## Flore
La réserve se caractérise par une faible présence de végétation arborescente, limitée à la zone du torrent Onanzio, avec des arbres à feuilles caduques tels que le chêne de Turquie , l'orme, le noisetier, l'érable et le châtaignier. L'agriculture remonte au pastoralisme et aux cultures connexes.
Les champs cultivés sont encore décorés, comme autrefois, de bleuet, de nielle des blés et de pieds d'alouette. Les haies sont formées d' arbustes de prunus , d'aubépine et d'érable champêtre.
On y rencontre diverses espèces d'orchidées (Orchis de Fuchs, Orchis bouffon, etc...)

## Faune
La faune est représentée par d'innombrables espèces dont certaines d'intérêt communautaire telles que l'Elaphe quatuorlineata, le Triturus carnifex et la Salamandrina terdigitata. Parmi les amphibiens, il y a aussi le Rana italica, endémique des Apennins italiens, et le Sonneur à ventre jaune. Parmi les invertébrés, le papillon de nuit l' Euplagia quadripunctaria.
Viennent ensuite de nombreux reptiles  parmi lesquels la couleuvre verte et jaune, les natrix, le colubridae, la viperinae , l'Elaphe quatuorlineata et la tortue d'Hermann.
C'est un site de nidification du busard cendré en Italie, du faucon lanier, du circaète Jean-le-Blanc, du bruant ortolan,...

## Galerie

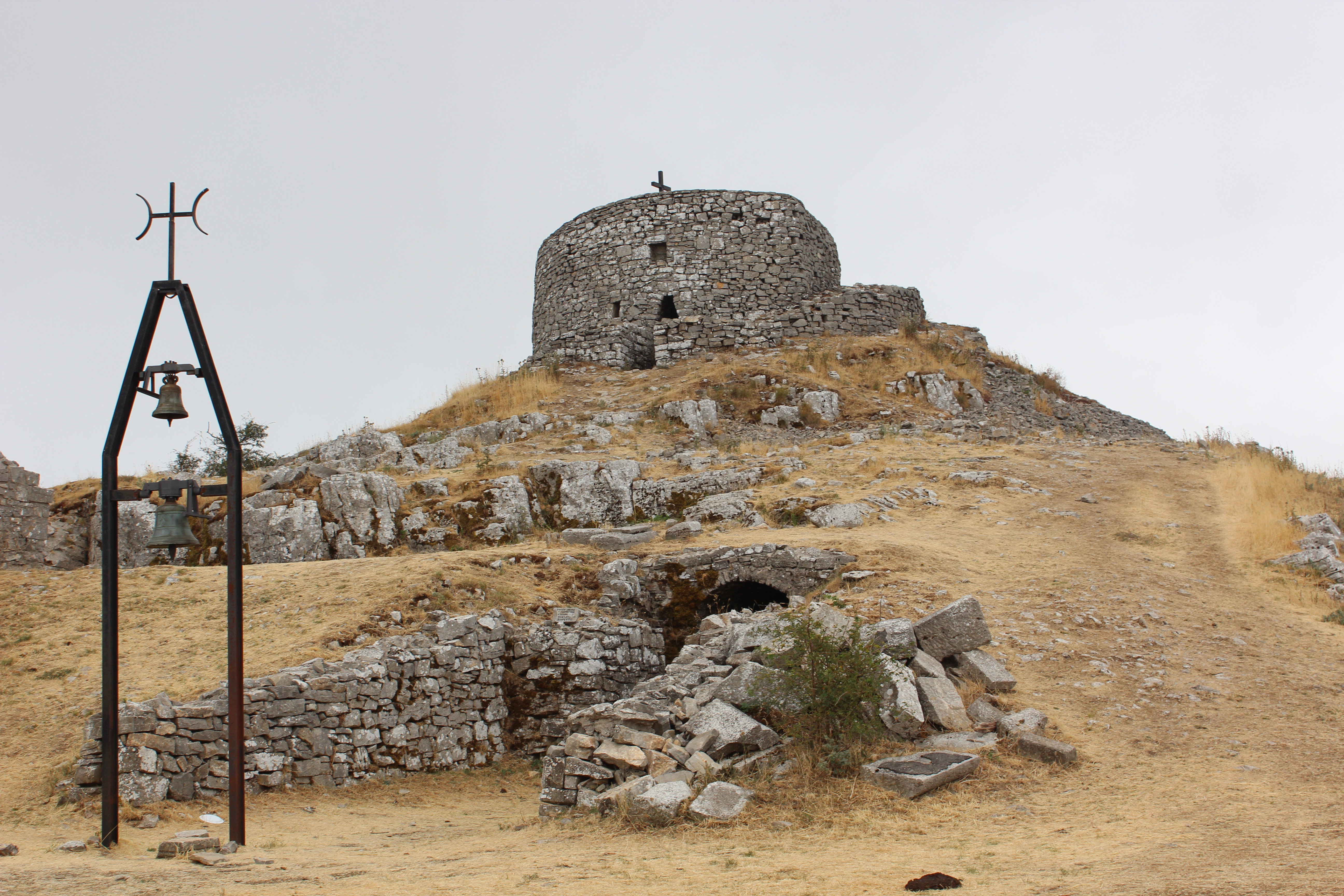
Torre Giurisdavidica